# Вилезін (Люблінське воєводство)
Вилезін (пол. Wylezin) — село в Польщі, у гміні Клочев Рицького повіту Люблінського воєводства.
Населення — 249 осіб (2011).
У 1975-1998 роках село належало до Седлецького воєводства.

## Демографія
Демографічна структура станом на 31 березня 2011 року:
|          | Загалом | Допрацездатний вік | Працездатний вік | Постпрацездатний вік |
| -------- | ------- | ------------------ | ---------------- | -------------------- |
| Чоловіки | 125     | 26                 | 84               | 15                   |
| Жінки    | 124     | 32                 | 60               | 32                   |
| Разом    | 249     | 58                 | 144              | 47                   |